# Ryszard Smolnicki
Ryszard Smolnicki (ur. 19 maja 1952 w Przemyślu) – polski koszykarz występujący na pozycji obrońcy, wielokrotny medalista mistrzostw Polski.

## Osiągnięcia
Na podstawie, o ile nie zaznaczono inaczej.
Drużynowe
- Mistrz Polski (1975)
- Wicemistrz Polski (1973, 1974, 1979)
- Wicemistrz Polski (1976, 1977)
- Zdobywca pucharu Polski (1974)
- Finalista pucharu Polski (1973)
- Awans do ekstraklasy z Resovią Rzeszów (1983, 1987)

Reprezentacja
- Uczestnik mistrzostw Europy U–18 (1970 – 6. miejsce)[3]